# Георги Лечев
Георги Лечев е български художник – график и живописец.
През 1975 г. завършва специалност графика във ВТУ „Св. св. Кирил и Методий“.
Живее и работи във Варна.

## Изложби
- 1989 градска галерия във Вединген, Германия
- 1995 галерия „Артек“, Манхайм, Германия
- 1996 градска галерия, Фирнхайм, Германия
- 1989 галерия „Майфорт“, Санкт Петер-Ординг, Германия
- 1997 галерия „Монтсерат“, Ню Йорк, САЩ

## Награди
- 1982 Национална награда за графика Веселин Стайков
- 1991 Голямата награда на град Варна на Международното биенале на графиката
- 2009 Орден „Св. св. Кирил и Методий“ за особени заслуги в областта на културата и изкуството.